# L'Empereur de Capri
Pour plus de détails, voir Fiche technique et Distribution.
L'Empereur de Capri (titre original : L'imperatore di Capri) est un film italien réalisé par Luigi Comencini, sorti en 1949.
Cette comédie, produite par Carlo Ponti, a pour principal interprète Totò, dans le rôle d'Antonio De Fazio.

## Synopsis
À la suite d'un quiproquo, Antonio De Fazio, modeste employé dans un hôtel de Naples, est confondu avec le richissime khan d'Agapur par une croqueuse de diamants. C'est sur l'île de Capri qu'il devra affronter cette situation, à l'insu de sa femme et de sa belle-mère.

## Fiche technique
- Titre : L'Empereur de Capri
- Titre original : L'imperatore di Capri
- Réalisation : Luigi Comencini
- Scénario : Gino De Santis, Teresa Ricci Bartoloni
- Dialogues : Luigi Comencini, Marcello Marchesi, Vittorio Metz
- Photographie : Giuseppe Caracciolo
- Montage : Otello Colangeli
- Décors : Carlo Egidi
- Costumes : Anna Maria Feo
- Musique : Felice Montagnini
- Producteur : Carlo Ponti
- Société de production : Lux Film
- Pays de production :  Italie
- Langue : Italien
- Format : Noir et blanc — 35 mm — 1,37:1 — Son : Mono
- Genre : Comédie
- Durée : 86 minutes
- Dates de sortie :
  - Italie : 16 décembre 1949

## Distribution
- Totò : Antonio De Fazio
- Gianni Appelius : Bubi di Primaporta
- Galeazzo Benti : Dodo della Baggina
- Nerio Bernardi : Osvaldo
- Mario Castellani : Asdrubale Stinchi
- Pina Gallini : la belle-mère
- Aldo Giuffré : Omar Bey khan d'Agapur
- Enrico Glori : le majordome
- Laura Gore : Lucia
- Alda Mangini : Emanuela
- Nino Marchetti (it) : Geremia
- Marisa Merlini : la baronne von Krapfen
- Lino Robi : Basilio
- Yvonne Sanson : Sonia Bulgarov
- Pietro Tordi : le mari d'Emanuela
- Toni Ucci : Pupetto Turacciolo